# Röhrnbach
Röhrnbach je obec s tržními právy (markt) v německé spolkové zemi Bavorsko, v zemském okrese Freyung-Grafenau ve vládním obvodu Dolní Bavorsko. K 31. 12. 2009 zde žilo 4544 obyvatel.

## Části obce
| - Alzesberg - Außernbrünst - Auggenthal - Deching - Ernsting - Garham - Goggersreut - Großwiesen - Harsdorf - Höbersberg - Irlesberg - Kaltenstein - Kollberg - Kleinwiesen | - Lanzesberg - Lobenstein - Kumreut - Nebling - Oberndorf - Pötzerreut - Praßreut - Rappmannsberg - Reisersberg - Rumpenstadl - Steinleinerbach - Ulrichsreut - Voggenberg - Wilhelmsreut |